# Marsha Thomason
Marsha Thomason, född den 19 januari 1976 i Manchester i England, är en brittisk skådespelerska.

## Filmografi (i urval)
- 2001 – Black Knight
- 2003 – Spökhuset
- 2003 – Las Vegas (TV-serie)
- 2009 – White Collar
- 2020 – Cobra (TV-serie)